# Picot garser dorsibrú
El picot garser dorsibrú (Dendropicos obsoletus) és una espècie d'ocell de la família dels pícids (Picidae) que habita sabanes amb acàcies i arbusts espinosos al sud de Mauritània, sud de Mali, Burkina Faso, Senegal, Gàmbia, Guinea, Sierra Leone, Costa d'Ivori, Ghana, Togo, Benín, sud de Níger, sud-oest de Txad, centre i sud del Sudan, Etiòpia, Eritrea i, més cap al sud, al sud de Camerun, República Centreafricana, nord-est de la República Democràtica del Congo, Uganda, Kenya i nord de Tanzània.